# Swiss Alpine Marathon
Swiss Alpine Marathon är en ultramarathontävling i löpning i de schweiziska Alperna. Den mest kända distansen är 78 kilometer med start och mål i Davos, men även distanserna 42 km, 30 km, 21 km och 10 km förekommer. Den svenska ultramaratonlöparen Jonas Buud vann tävlingen åtta år i rad mellan 2007 och 2014. Lena Gavelin vann damklassen 2009.